# Kaštel Habsburg
Kaštel Habsburg srednjovjekovna je tvrđava smještena u Habsburgu u Švicarskoj u kantonu Aargauu blizu rijeke Aare. Uvršten je u popis baštine nacionalna značaja.